# Gmina Człopa
Die Gmina Człopa (Gemeinde Schloppe) ist eine Stadt- und Landgemeinde in der polnischen Woiwodschaft Westpommern. Hauptsitz ist der Ort Człopa. Die Gemeinde umfasst eine Fläche von 250 km² mit 4871 Einwohnern.

## Geographie

Lage der Gemeinde im Powiat Wałecki

Die Gemeinde liegt im Süden des Powiat Wałecki (Deutsch Krone), der im Südosten der Woiwodschaft Westpommern liegt.
Durch das Gemeindegebiet zieht sich das Flüsschen Człopica (Mühlenfließ), das nahe der Stadt Człopa entspringt und nach 29 Kilometern in die Drawa (Drage) mündet.

## Verkehr
Das Gemeindegebiet wird durch zwei bedeutende Straßen erschlossen:
- Landesstraße 22 von Kostrzyn nad Odrą (Küstrin)/Deutschland nach Grzechotki (Rehfeld)/Russland (frühere deutsche Reichsstraße 1 von Aachen über Berlin nach Königsberg (Preußen) und weiter bis Eydtkau)
- Woiwodschaftsstraße 177 von Czaplinek (Tempelburg) über Mirosławiec (Märkisch Friedland) nach Wieleń (Filehne).

Das übrige Gemeindegebiet wird durch Nebenstraßen und Landwege erschlossen.
Eine Bahnanbindung besteht seit dem Ende des 20. Jahrhunderts nicht mehr. 1899 und danach war die Bahnstrecke Kreuz–Schloppe–Deutsch Krone angelegt worden. Jetzt ist die als Linie 412 noch von der Polnischen Staatsbahn betriebene Strecke stillgelegt.

## Gemeindegliederung
Zur Stadt- und Landgemeinde Człopa gehören – neben dem Hauptort Człopa – folgende Schulzenämter und übrige Ortschaften:
| - Czaplice (Gramsthal) - Krąpiel (Krumpohl) - Nałęcze (früher zu Schloppe gehörig) - Orzeń (früher zu Schloppe gehörig) | - Podgórze (früher zu Schloppe gehörig) - Podlesie (früher zu Schloppe gehörig) - Zwierz (früher zu Schloppe gehörig) |

| - Dłusko (Gramswalde) - Jagoda (früher zu Zützer gehörig) | - Rybakówka (früher zu Schloppe gehörig) |

| - Brzeźniak (Birkholz) - Miradź (Grüneberg) | - Jelenie (Bußberg) - Pustelnia (Salmer Teerofen) |

## Söhne und Töchter der Gemeinde
- Hermann Foertsch (1895–1961), deutscher General der Infanterie, geboren auf Gut Drahnow
- Friedrich Foertsch (1900–1976), deutscher Offizier, Generalinspekteur der Bundeswehr, geboren auf Gut Drahnow